# مری بارت
مری بارت (Barrett's esophagus) تغییر بافت قسمت انتهایی مری (متاپلازی) از اپیتلیوم سنگفرشی به مخاط گوارشی (دارای سلولهای جامی شکل) می‌باشد.

## بیماریزایی
ایجاد مری بارت اغلب ناشی از تحریک مداوم مری توسط اسید معده (ریفلاکس) می‌باشد.

## درمان
ابتدا باید ریفلاکس درمان شود. سپس با اندوسکوپی خطر بروز سرطان مری را بررسی و پیگیری کرد. درصورت بروز ضایعات پیش سرطانی جراحی تنها درمان است. 